# Successione di Mayer-Vietoris
In matematica, più precisamente in topologia algebrica, la successione di Mayer-Vietoris è uno strumento per calcolare alcuni invarianti topologici come i gruppi di omologia e di coomologia di uno spazio topologico attraverso i gruppi di omologia (o, rispettivamente, di coomologia) di suoi sottospazi e della loro intersezione; è analoga al teorema di Van Kampen per il calcolo del gruppo fondamentale. Prende il nome dai due matematici austriaci Walther Mayer e Leopold Vietoris, che lo dimostrarono negli anni Venti del Novecento.

## Definizione
Dato uno spazio X e due suoi aperti U e V che ricoprono X, la successione di Mayer-Vietoris è la successione esatta
{\displaystyle {\begin{aligned}\cdots \rightarrow H_{n+1}(X)\,&{\xrightarrow {\partial _{*}}}\,H_{n}(U\cap V)\,{\xrightarrow {(i_{*},j_{*})}}\,H_{n}(U)\oplus H_{n}(V)\,{\xrightarrow {k_{*}-l_{*}}}\,H_{n}(X){\xrightarrow {\partial _{*}}}\\&\quad {\xrightarrow {\partial _{*}}}\,H_{n-1}(U\cap V)\rightarrow \cdots \rightarrow H_{0}(U)\oplus H_{0}(V)\,{\xrightarrow {k_{*}-l_{*}}}\,H_{0}(X)\rightarrow \,0.\end{aligned}}}
dove gli Hi sono i gruppi di omologia (o di coomologia).
Le mappe i* e j* corrispondono alle inclusioni di {\displaystyle U\cap V} in U e V rispettivamente, mentre k* ed l* a quelle di U e V in X.

## Applicazioni

### Omologia delle sfere
Una prima ed importante applicazione della successione di Mayer-Vietoris è il calcolo dei gruppi di omologia delle sfere n-dimensionali Sn. Scegliendo due punti p e q della sfera, e
{\displaystyle U=S^{n}\setminus \{p\}\qquad V=S^{n}\setminus \{q\}}
questi sono omeomorfi a {\displaystyle \mathbb {R} ^{n}} (quindi contraibili e con gruppi di omologia, eccetto lo 0-esimo, banali) mentre la loro intersezione è omeomorfa a {\displaystyle S^{n-1}\times \mathbb {R} }, e quindi omotopicamente equivalente a Sn -1. Si ha dunque, per n > 1,
{\displaystyle H_{n}(U)\oplus H_{n}(V)\rightarrow H_{n}(S^{n})\rightarrow H_{n-1}(U\cap V)\rightarrow H_{n-1}(U)\oplus H_{n-1}(V)}
ovvero
{\displaystyle 0\rightarrow H_{n}(S^{n})\rightarrow H_{n-1}(S^{n-1})\rightarrow 0}
e quindi {\displaystyle H_{n}(S^{n})} è isomorfo a {\displaystyle H_{n-1}(S^{n-1})}; da cui, usando l'omologia di S0 (che consiste di due punti), si ha
{\displaystyle H_{n}(S^{k})\cong {\begin{cases}\mathbb {Z} &{\mbox{se }}n\in \{0,k\}\\0&{\mbox{altrimenti}}\end{cases}}}

### Bouquet
La successione di Mayer-Vietoris permette di calcolare facilmente i gruppi di omologia del bouquet di due spazi se questi sono localmente contraibili (ovvero se i punti identificati hanno intorni di cui sono un loro retratto di deformazione): in questo caso, prendendo come U e V i due spazi più la parte l'intorno contraibile del punto base si ha
{\displaystyle H_{n}(U\cap V)=0\rightarrow H_{n}(U)\oplus H_{n}(V)\rightarrow H_{n}(X)\rightarrow 0=H_{n-1}(U\cap V)}
e quindi
{\displaystyle H_{n}(U)\oplus H_{n}(V)\cong H_{n}(X)}

### Superfici
Un'altra applicazione è nel calcolo dei gruppi di omologia delle superfici; per questo è conveniente utilizzare la loro rappresentazione come quoziente di poligoni, prendendo come U l'interno del poligono (o meglio la sua immagine secondo la mappa quoziente) e come V la superficie meno un punto (interno al poligono): il primo aperto è contraibile, mentre il secondo è omotopicamente equivalente ad un bouquet di un certo numero (dipendente dal genere della superficie) di circonferenze, di cui è possibile calcolare l'omologia.